# ملکریج
ملکریج (به انگلیسی: Melkridge) یک روستا و محله مدنی در بریتانیا است که در نورث‌آمبرلند واقع شده‌است. ملکریج ۲۱۶ نفر جمعیت دارد.